# گروشچن (استان اشوی‌داشکسیه)
گروشچن (به لهستانی: Gruszczyn) یک منطقهٔ مسکونی در لهستان است که در گمینا کراسوچین واقع شده‌است. گروشچن ۲۸۴ نفر جمعیت دارد.